# NGC 540
NGC 540 (również PGC 5410) – galaktyka soczewkowata (SB0), znajdująca się w gwiazdozbiorze Wieloryba. Odkrył ją Francis Leavenworth 15 października 1885 roku.